# 张晶莹
张晶莹（1971年8月—），吉林通化人。女，汉族。吉林大学化学系高分子化学与物理专业毕业，工学博士学位。中华人民共和国政治人物。
历任共青团吉林大学委副书记、书记，共青团吉林省委副书记、书记、吉林省青年联合会主席等职。2013年4月，任长春市副市长。